# 刺缘狸藻
刺缘狸藻（学名：Utricularia spinomarginata）为狸藻属多年生陆生及岩生食虫植物。其为泰国北部彭世洛府普岁道山（Phu Soi Dao）的特有种。其生于海拔约2000米的岩壁上。刺缘狸藻与圆叶狸藻组（Phyllaria）其他物种的区别在于其黄白色至粉白色的5深裂花冠及边缘具刺毛的倒卵形种子。其常与普岁道山狸藻（U. phusoidaoensis）同域分布。2007年，诗丽吉王后植物园的Piyakaset Suksathan最先采集到了刺缘狸藻，并于2010年与都柏林三一学院的约翰·阿德里安·奈克尔·帕内尔（John Adrian Naicker Parnell）一起正式描述了刺缘狸藻。